# Sisimiut Museum
Sisimiut Museum (grønlandsk: Sisimiut Katersugaasiviat) er et museum i Sisimiut i Grønland.

## Historie
I 1974 begyndte en museumsforening at indsamle museumsgenstande, som blev deponeret i Gammelhuset og gjort tilgængelige for offentligheden, men fordi bygningen ikke var sikret, blev en del af samlingen stjålet.
I november 1979 besøgte ansatte ved Grønlands Nationalmuseum Sisimiut. Den daværende Sisimiut Kommune overtog efterfølgende museet. Gammelhuset blev renoveret i 1984, og blev officielt anerkendt den 1. januar 1985.
I årene efter overtog museet flere og flere historiske bygninger i området, så det i dag er et frilandsmuseum.
I 2015 overtog Sisimiut Museet Kangerlussuaq Museum i Kangerlussuaq, som siden er blevet styret fra Sisimiut.

## Bygninger
Sisimiut Museum ejer i dag følgende bygninger:
- B-23: Bygningen var tidligere kolonibestyrens hus. Den rummer i dag museumsbutikken og en udstilling.
- B-25: Den tidligere butik er bygget i 1825. I dag fungerer bygningen som lager og udstillingsrum til særudstillinger.
- B-32: Bygningen kaldet Gammelhuset blev bygget i 1754 på den gamle koloniplads Ukiivik og senere flyttet til Sisimiut. Efter en restaurering blev det museets første bygning i 1986 og rummer nu udstillinger.
- B-40: Hvalfangerhuset blev sandsynligvis bragt til Sisimiut i 1767. I dag fungerer det som museumsmagasin.
- B-44: Halvvejshuset er et tidligere pakkeri. I dag huser den bådudstillingen.
- B-54: Den gamle smedeforretning er opført omkring 1900 og fik senere en tilbygning brugt som snedkeri. I dag er smederedskaber udstillet i smedjen, mens snedkeriet nu er museumsværksted.
- B-113: Præstens lejlighed blev bygget i 1759, flyttet senere til sin nuværende placering og fungerede oprindeligt som missionærens hjem. I dag huser det museumsadministration og bibliotek.
- B-114: Bethel Kirken også kaldet Den Blå Kirke, blev bygget i 1775. I dag fungerer den som udstillingsrum.
- B-1486: Bygningen er en rekonstruktion af et gammelt græstørvsvæghus, bygget i 1993. For eksempel viser den modeller af andre græstørvsvæghuse, der viser udviklingen af denne grønlandske arkitekturtype over tid.

Med undtagelse af B-54 og B-1486 er alle bygninger fredede.

## Udstillinger
Museet viser følgende udstillinger:
- En arkæologisk samling giver information om Saqqaq-kulturen, den første menneskelige bosættelse i Grønland.
- En udstilling giver information om jagtområdet Aasivissuit – Nipisat, beliggende i nærheden af Sisimiut.
- En af udstillingerne viser Sisimiuts forvandling fra et sted fyldt med jægere til det første industricenter i Grønland.
- Kirken adresserer kontrasten mellem inuitternes traditionelle tro og kristendommen i missionsarbejdets tidlige dage.
- Sisimiut var stedet for Grønlands første bådeværft fra 1931. Derfor udstiller museet flere både.
- Det rekonstruerede græstørvshus viser levevilkårene for den grønlandske befolkning omkring 1900.
- Smedjen viser, hvordan en grønlandsk smed arbejdede i det 20. århundrede og udforsker Sisimiuts historie i industrialiseringens tidlige periode.
- Derudover vises der løbende særudstillinger om forskellige emner.